# まゆみ!
『まゆみ!』は、田辺真由美による日本の漫画作品。『りぼんオリジナル』（集英社）で1990年秋の号から2003年2月号にかけて、『りぼん』（集英社）1990年10月号から2003年6月号まで連載していた。

## 登場人物

### 主要人物
まゆみ
どこにでもいる女子高生。髪は明るい茶髪のセミロング。3巻以降は髪の両サイドにシャギーを入れ、制服の時はルーズソックスを履くようになる。同級生のいとーくんと付き合っている。大安高校の2年生。モデルは作者。
初期はいとーくんとの恋模様→ボーバーのツッコミ役となる。ボーバーがいない時はボケ役が多い。興奮するとボーバーと同じ埼玉弁が出る。
本当は、この作品の主人公。単行本4巻ぐらいまでは愛の妖精・マユリン（後述）に変身していた。
ボーバー
まゆみの祖母であり、とんでもないボケキャラ。モデルは作者の祖母。本名は田辺マツ。ボーバーは「ボクのばあちゃん」を略した愛称。一方炭酸飲料が苦手で、間違えて飲んだら口から煙を出し、上品な性格に豹変する。
畑や田んぼで稲やネギを作っている。「~だんべ」「あっさらしィ」等特徴的な埼玉弁（飯能弁）を話し、動物のことはすべて「コゾ」と呼ぶ。
初期はリアリズムを追求した老人→3頭身のポップなキャラクターへとキャラデザが変わる。初期は若い頃はまゆみに似ていた設定だったが、単行本4巻に回想で登場した女学生時代の姿は今の面影が濃く、まゆみとは似ていない。女学校を中退して田辺家に嫁いだことを明言している。
老人サンバスクール通っている。未亡人でまだ女を捨てていないため、良い男には目がなく、いとーくんがお気に入り。
覆面プロレスラーのサンダーライガーやヴィジュアル系バンドGLAY のファン。好物はネギとうどん。人間の他、河童・宇宙人等交友関係が広い。昔UFOに攫われたことがあり、それが原因なのかスーパーボーバーEXに変身したり、5人に分裂し「ボバレンジャー」になることができる。初登場時85歳。12月10日生まれ。O型。

### まゆみの両親
ママ
まゆみの母親。主婦。まゆみからは「お母さん」、ボーバーからは「ママさん」と呼ばれている。
霊感が強く、初対面のいとーくんが家に霊を連れてきたことに気付くと鬼のような形相で襟首を掴むと揺さぶって霊を払い、娘とその彼氏が一緒に写っている写真を、心霊写真であると見抜いたり、休日に偶然会った神戸先生の車の下に霊がいることにも気付いて指摘している。
ヨシ
まゆみの父親で、ボーバーの息子。会社員。ボーバーがUFOに攫われて帰った後に生まれた。顔が某缶コーヒーのトレードマークの顔にそっくり。

### ボーバーの関係者
ナアさん
ボーバーの茶飲み友達。ボーバーを「おまっつあん」と呼ぶ。いつもジャージを着ている。花粉症持ちで花見の季節は鼻を患う。
初登場時は83歳で、ボーバーより年下。自分そっくりな弟がいるが、孫の大吾は自分とは全く似ていないイケメン。ある勘違いをきっかけにミコのことを密かに気に入る。
大吾（だいご）
ナアさんの孫。時々登場する。年齢は不明だが、おそらくまゆみと同じ位。容姿はナアさんとは全く似ていないイケメンで、初対面時にまゆみは内心浮かれたが、その一方で将来ナアさんのようになることを予想し残念がっている。7巻にてアイススケートが得意でスケート場のコーチをしていることが描かれている。
おダイちゃん
ボーバーの友達。単行本3巻に登場。旅行をするからと言い、飼っている犬をボーバーに3日間も預け、旅行土産としてボーバーに大きな虎を連れて帰ってきた。見た目がウンコ頭。
おたまちゃん
ボーバーの幼馴染。単行本3巻に登場。タマネギのような髪型をしており、言葉は「～ですだ」等、ですます調に埼玉弁を加えた言葉を話す。ボーバーとは似た者同士でありライバル。インドに住んでいる。
夫はインド人の若いイケメン。一時期夫婦喧嘩をして里帰りし、来日中はボーバーとまゆみの家に滞在。いとーくんを気に入り、ボーバーと取り合っていたが、迎えに来た夫と仲直りしてインドに帰った。
まあちゃん
ボーバーのいとこ。キャリアウーマンらしく理容師や鍼灸師等の免許を持ち、いろいろな職業で登場する。

### 学校関係者
伊藤拓麻（いとう たくま）
まゆみの彼氏。愛称「いとーくん」。モデルは作者の高校時代に付き合っていた元彼。猫が好きで、愛猫ニャン君を飼っている。授業中よく居眠りをしては神戸先生から嗅覚攻めを食らう。ボーバーに好かれている。苦手な人はボーバーと神戸先生。陸上部員。
一見赤ちゃんに見えるが、蕎麦打ち名人の祖父がいる。
ミコ
まゆみの友達。黒髪のロングヘア。神戸先生のことが好き。
ゆーこ
まゆみの友達。初期は両サイドにお団子を結っていたが、単行本3巻以降はワッフルヘアのツインテールにした。気のない男子にアプローチされたり、思いを寄せる男子への告白等をマユリンやボーバーのお節介で邪魔されたりしたが、連載中盤から後藤くんという彼氏ができる。
単行本2巻程まではマユリンとの絡みが多かった。まゆみのボケにはよく乗っかってくれたりする。
清水麻弓（しみず まゆみ）
まゆみの同級生。愛称は「シミっち」。内田有紀に似ている。
神戸（かんぺ）
まゆみ達の担任の英語教師。通称「神戸ちゃん」。若くて眼鏡を掛けた男性。初登場時は産休代替教師として大安高校に赴任してきたが、連載時期を重ねた後、まゆみからそれを突っ込まれる。
生徒の笑いを取りたくて駄洒落を言うことがあるが、センスが悪くつまらないため言う度に生徒達を寒がらせる。
子供の頃、ボーバーに寝小便を見つかったことがある。子供時代はボーバーからは「マー坊」と呼ばれていた。脇と足が臭く、水虫持ち。
斉藤真砂美（さいとう まさみ）
陸上部のマネージャであり、まゆみの後輩。メッシュの肩に届くウェーブヘアと口元のホクロが特徴。ストレートヘアにするとすごく可愛くなる。いとーくんに恋していたが身を引いた。
星野みさを（ほしの みさを）
体育教師。冬でもきちんと脇毛の処理をしており、ノースリーブのランニングシャツが着られる。

### その他
マユリン
愛の妖精。正体はまゆみ。単行本4巻ぐらいまで登場していた。人の恋愛や勉強等を応援するが、結果的にちょっかいを掛けただけになることが多い。
空を飛行でき、おかしな便利アイテムを出したり、鬼がつくキャラを召喚する。
スーパーボーバーEX（すーぱーぼーばーイーエックス）
マユリンと同じように変身して、マユリンに勝手について来る。正体はボーバー。

## 書誌情報

### 単行本
- 田辺真由美 『まゆみ!』 集英社 〈りぼんマスコットコミックス〉、全7巻
  1. 1993年4月発行、ISBN 4-08-853661-4
    - まゆみ発見恋（『りぼんオリジナル』1989年夏の号、デビュー作）
    - おにあいの二人

  2. 1995年3月15日発売[7]、ISBN 4-08-853787-4
    - 華麗なる麗華（『りぼん』1994年夏休みおたのしみ増刊号）
    - KISSをうばえ!（『りぼん』1994年秋のびっくり大増刊号）

  3. 1998年3月13日発売[8]、ISBN 4-08-856069-8
  4. 1999年2月15日発売[9]、ISBN 4-08-856128-7
  5. 2000年5月発行、ISBN 4-08-856206-2
  6. 2001年8月7日発売[10]、ISBN 4-08-856306-9
  7. 2002年9月13日発売、ISBN 4-08-856404-9

### アンソロジー
- 田辺真由美 『まゆみ!』 集英社 〈マーガレットコミックスDIGITAL〉、全2巻
  1. 選抜A〜熟女のキケンな戯れ〜（2016年10月1日発売[11][12]）
  2. 選抜B〜女子高生の赤裸々秘めゴト〜（2016年10月1日発売[13][12]）